# Jogos de estafetas
Jogos de estafetas são jogos de revezamento onde todas as pessoas de cada equipe fazem o mesmo percurso, cumprindo as mesmas tarefas e objetivos. Podemos usar diversos materiais para incrementar o jogo ou apenas componentes das equipes. Podem ser aplicadas em ambientes externos e/ou internos. São muito usadosno escotismo.[Fonte:Vanderson F.]